# Tioulen
Le Tioulen (russe : Тюлень, en français : phoque) est un sous-marin de la classe Morj de la marine impériale russe.

## Histoire
Le sous-marin est construit en 1911-1913 à Nikolaïev et entre en service le 26 février 1915 (11 mars dans le calendrier grégorien) de la flotte de la mer Noire. Son port d’attache est Sébastopol. Au cours de la Première Guerre mondiale, le Tioulen est l’un des sous-marins russes les plus actifs, il coule 5 vapeurs et 25 voiliers ennemis (turcs et bulgares) et capture 3 navires.
Le 16 décembre 1917, le sous-marin est intégré aux effectifs de la flotte rouge de la Mer Noire. En mai 1918 l’armée allemande entre dans Sébastopol et capture le Tioulen. Le 23 octobre l’Allemagne défaite transmet le sous-marin à la flotte ukrainienne.
Les forces d’intervention franco-anglaises s’emparent du sous-marin le 24 novembre 1918 et le transfèrent le 3 mai 1919 aux Forces Armées du Sud de la Russie du général Wrangel.
Lors de l’évacuation de la Crimée par les Blancs en novembre 1920 le Tioulen fait partie de l’escadre du contre-amiral Behrens et rejoint d'abord Constantinople puis Bizerte.
En octobre 1924, les autorités françaises reconnaissent les prétentions de l'Union soviétique sur les navires de la flotte blanche. Le Tioulen fait théoriquement partie de la flotte rouge pendant quelques jours avant d’être rayé des listes et envoyé à la casse vers 1930.

## Commandants
- 1915 : P.S. Batchmanov
- 1916 : M.A. Kititsyne
- 1917 : M.E. Kraft
- 1919 : V.V. Pogoretski
- 1920 : M.V. Kopiev, S.V. Offenberg
- 1921-22 : P.L. Afanassiev